# 데보라 트위스
데보라 트위스(Deborah Twiss, 1971년 12월 22일 ~ )는 미국의 배우, 영화 감독, 텔레비전 배우, 각본가, 영화 프로듀서, 영화배우이다.
필라델피아에서 태어났다.

## 영화
- 리유니온 (2018년)
- 하스피탈 어레스트 (2016년)
- 더 네트워커 (2015년)
- 어 크라이 프롬 위드인 (2014년)
- 아더 우먼 (2014년)
- 언컴포터블 사일런스 (2013년) - 아내 역
- 액트, 내처럴리 (2013년)
- 디거 3D (2013년) - 밀러 역
- 미드나잇 게임 (2013년)
- 터빈 (2011년)
- 추즈 (2011년)
- 몰로토프 삼바 (2005년) - 도미니크 역
- 건 포 제니퍼 (1997년)